# Bahnhof Löhnberg
Der Bahnhof Löhnberg ist der Bahnhof der mittelhessischen Gemeinde Löhnberg. Der Bahnhof liegt an Streckenkilometer 20,2 der Unteren Lahntalbahn (Gießen–)Wetzlar–Limburg–Niederlahnstein(–Koblenz).

## Geschichte
Die Station Löhnberg wurde am 10. Januar 1863 mit der Fertigstellung des dritten Bauabschnittes der Lahntalbahn eröffnet.
Im Jahr 1913 wurde der Bahnhof durch niedrigere Anbauten erweitert und auf beiden Seiten ein Bahnsteigvordach hinzufügt. Er ist trotz dieser Veränderungen ein gutes Beispiel für den Bahnhofsbau im Zuge der Frühphase der Lahntalstrecke und steht aus geschichtlichen Gründen unter Denkmalschutz.

## Anlagen
Nordwestlich der Gleise befinden sich das Empfangsgebäude mit Stellwerk, Formsignalen und niedrigen Bahnsteigen. Es gibt einen Hausbahnsteig und einen Zwischenbahnsteig, der über die Gleise erreicht wird. Neben den Bahnsteiggleisen gibt es noch zwei beidseitig angeschlossene Überhol- und Abstellgleise und ein einseitig angeschlossenes Ladegleis. Richtung Wetzlar steht ein Tageslichtsignal.

## Betrieb
Der Bahnhof befindet sich im Tarifgebiet des Rhein-Main-Verkehrsverbundes (RMV).

### Personenverkehr
Der Bahnhof wird täglich im Stundentakt von Regionalbahnen der Relation Limburg (Lahn)–Weilburg–Wetzlar–Gießen (teilweise weiter nach Alsfeld/Fulda) bedient. Betreiber war bis Dezember 2011 die Deutsche Bahn AG. Seit dem Fahrplanwechsel 2011/2012 am 11. Dezember 2011 werden die RB-Leistungen auf diesem Abschnitt der Lahntalbahn von der Hessischen Landesbahn GmbH durchgeführt. Eingesetzt werden hierfür Triebwagen vom Typ Alstom Coradia Lint 41 (DB-Baureihe 648).
| Linie | Verlauf | Takt   |
| ----- | --- | ------ |
| RB 45 | Lahntalbahn/Vogelsbergbahn: Limburg (Lahn) – Eschhofen – Kerkerbach – Runkel – Villmar – Arfurt (Lahn) – Aumenau – Fürfurt – Gräveneck – Weilburg – Löhnberg – Stockhausen (Lahn) – Leun/Braunfels – Solms – Albshausen – Wetzlar – Dutenhofen (Kr Wetzlar) – Gießen – Gießen Licher Straße – Großen Buseck – Reiskirchen (Kr Gießen) – (Saasen – Göbelnrod –) (zweistdl) Grünberg – (Lehnheim –) (zweistdl) Mücke (Hess) – (Nieder-Ohmen –) (zweistdl) Burg- und Nieder-Gemünden – Ehringshausen (Oberhess) – Zell-Romrod – Alsfeld (Oberhess) – Lauterbach (Hess) Nord – Angersbach – Bad Salzschlirf – Großenlüder – Oberbimbach – Fulda Stand: Fahrplanwechsel Dezember 2021 | 60 min |

### Güterverkehr
Montags bis freitags werden über eine Sturzbühne offene Güterwagen mit Ton beladen, der mit Lastkraftwagen aus den Gruben im angrenzenden Westerwald dorthin transportiert wird. Die ladegerechte Positionierung der Wagen übernimmt eine Rangieranlage. Löhnberg ist somit neben Limburg der einzige Unterwegsbahnhof entlang der gesamten Lahntalbahn, der noch im Güterverkehr bedient wird.
Die Tonzüge ab Löhnberg werden mit einer Diesellok der Baureihe 261 der DB bedient. Dazu kommen einzelne weitere Züge teilweise privater Betreiber.